# Amza Tairov
Amza Tairov (* 20. Jahrhundert) ist ein Musiker aus Nordmazedonien.

## Musik
Seit den späten 1990er Jahren hat er sich als Keyboard-Spieler zum führenden Stilisten seines Instruments in der Roma-Musik der Balkanländer und insbesondere unter den Namen wie Chalga, Manele und Tallava bekannten zeitgenössischen Musikrichtungen entwickelt. Charakteristisch für seinen Stil ist neben einer virtuosen Technik eine expressive Dehnung und Echtzeit-Anpassung der Töne mit Hilfe des Pitch-Rades, über das die meisten Keyboards seit den 1980er Jahren verfügen („Pitchbending“). Dadurch überwindet er starre Tonhöhen und improvisiert mit modernen elektronischen Mitteln in einer mikrotonal-ausdrucksstarken Melodieführung in Anlehnung an arabisch gestimmte Instrumente.

## Leben
Bekanntheit erlangte er fast ausschließlich durch Mundpropaganda sowie über Videoclips, die sich über YouTube verbreiteten. Dabei treten neben Dokumenten eigener Auftritte, vor allem auf Roma-Festen und -Hochzeiten, auch Antwortvideos von jungen Musikern, die seinen Stil erlernen. Tairovs Wirkungskreis umfasst mittlerweile neben Nordmazedonien insbesondere Bulgarien, Albanien, Griechenland und die Türkei sowie die Roma-Diaspora in Westeuropa. In den erstgenannten Staaten tritt er auch regelmäßig als Musiker in Fernsehsendungen auf. So kursieren u. a. Bildaufnahmen, die ihn beim Spielen mit u. a. Muharrem Ahmeti, Cita, Boril Iliev und Teodosij Spassow zeigen.